# Antonio Cancian
Antonio Cancian (ur. 2 lipca 1951 w Mareno di Piave) – włoski polityk, przedsiębiorca, poseł do Parlamentu Europejskiego VII kadencji.

## Życiorys
Z wykształcenia inżynier. Stworzył i został prezesem przedsiębiorstwa "Poolinvest", działającego w sektorze projektowym. W 1973 uzyskał mandat radnego swojej rodzinnej miejscowości, a w latach 1987–1993 sprawował urząd burmistrza Mareno di Piave. W okresie 1992–1994 z ramienia Chrześcijańskiej Demokracji zasiadał w Izbie Deputowanych XI kadencji.
W wyborach w 2009 z listy Ludu Wolności uzyskał mandat posła do Parlamentu Europejskiego VII kadencji. Został członkiem grupy Europejskiej Partii Ludowej oraz Komisji Transportu i Turystyki. W 2013 przystąpił do partii Nowa Centroprawica.